# Oya Unustası
Oya Unustası (* 31. März 1988 in Istanbul) ist eine türkische Schauspielerin und Model.

## Leben und Karriere
Unustası wurde am 31. März 1988 in Istanbul geboren. Ihre Familie väterlicherseits stammt aus Bulgarien und mütterlicherseits aus Thessaloniki. Sie studierte an der Mimar Sinan Üniversitesi. Ihr Debüt gab sie 2010 in dem Film Kaybedenler Kulübü. 2013 nahm sie an Miss Turkey teil und war unter den Top 20. Außerdem spielte Unustası in den Serien Masum Değiliz, Beyaz Karanfil, Sevdaluk, İzmir Çetesi und Diriliş Ertuğrul mit. Danach spielte sie 2017 in dem Theaterstück Çok Satanlar mit. Zwischen 2019 und 2021 trat sie in Hercai auf.

## Theater
- 2017: Çok Satanlar

## Filmografie
Filme
- 2010: Kaybedenler Kulübü

Serien
- 2011: İzmir Çetesi
- 2013: Sevdaluk
- 2014: Beyaz Karanfil
- 2015: Kalbim Ege'de Kaldı
- 2018: Diriliş Ertuğrul
- 2018: Masum Değiliz
- 2019–2021: Hercai

## Auszeichnungen

### Gewonnen
- 2020: Spain Television Awards in der Kategorie „Beste Hauptdarstellerin“[6]

### Nominiert
- 2020: Golden Star in der Kategorie „Beste Nebendarstellerin“